# Léon Faassen
Léon Faassen (Reuver, 1962) is een Nederlandse ondernemer, belangenbehartiger en politicus. Vanaf juni 2023 is hij lid van de Gedeputeerde Staten van Provincie Limburg. Hij is onder andere verantwoordelijk voor de ontwikkeling van het landelijk gebied, natuur en stikstof en het IPO-bestuur. 

## Ondernemer
Na de HAVO in Venlo, studeerde Faassen boomteelt aan de Agrarische Tuinbouwschool in Boskoop. Hij is altijd gepassioneerd ondernemer in de boomkwekerijsector geweest en was van 1985 tot en met 2016 directeur/eigenaar van J.H. Faassen-Hekkens. Hij werkte in Duitsland, Zweden, Frankrijk, de Verenigde Staten en Nederland.

## Belangenbehartiger
In 2014 werd Faassen voorzitter van de Limburgse Land- en Tuinbouwbond (LLTB). Hij vervulde deze rol tot en met 2022. Van 2014 tot en met 2022 was hij bestuurslid van LTO Nederland, waarvan twee termijnen vicevoorzitter en enkele maanden waarnemend voorzitter. Van 2015 tot en met 2021 was Faassen lid van de Raad van Toezicht van HAS Green Academy. In de periode 1988- 2015 was Faassen bestuurslid van de European Forest Nursery Associaton, waarin hij van 2011 tot en met 2013 voorzitter was. In de periode 1990-2014 was hij bestuurslid van Cultuurgroep Bos- en Haagplantsoen (onderdeel LTO vakgroep Boom en Vaste Planten).

## Politiek
In de aanloop naar een nieuw College van Gedeputeerde Staten in Limburg, werd Faassen gevraagd om namens de BoerBurgerBeweging in dit College plaats te nemen. Hij werd lid van die partij en maakte zo op 61-jarige leeftijd zijn debuut in de Limburgse provinciale politiek. Naast zijn verantwoordelijkheid als gedeputeerde voor het landelijk gebied, natuur en stikstof en het IPO-bestuur is hij ook de 1e plaatsvervanger van de Limburgse gouverneur Emile Roemer. 

## Privéleven
In november 2022 werd Faassen benoemd tot Limburger van Verdienste. Hij is sinds 1990 getrouwd en heeft samen met zijn vrouw twee kinderen.